# Martín Crossa
Nelson Martín Crossa Silveira (Buenos Aires, 2 de febrero de 1977) es un exfutbolista  uruguayo nacido en Argentina que  jugó como delantero centro para Miramar Misiones de Uruguay.
Se destacó por haber jugado en varios clubes de Sudamérica y Europa.
El 29 de julio de 2010 tras un buen zurdazo hizo el gol que ponía en ventaja a su equipo Xelajú MC sobre el FAS de El Salvador que al final acabaría empatando 1-1.

## En Municipal

### Semifinal
En la semifinal del Torneo Apertura 2009 que enfrentó a Municipal contra el equipo de Heredia Jaguares anotó, un gol en el partido ida, permitiendo vencer al equipo petenero por un global de 2-0, haciendo que Municipal accediera a la final.

### Final
Fue el autor del único gol en el juego de ida, disputado a doble partido en la final contra Comunicaciones, en el juego de vuelta el marcador se mantuvo 0-0 por lo que este gol sirvió para darle a Municipal el título 27 en su historia dentro del fútbol guatemalteco, además de ser la primera vez que Crossa sale campeón con un equipo.

## Clubes
| Club                      | País      | Año       |
| ------------------------- | --------- | --------- |
| Miramar Misiones          | Uruguay   | 1998-2002 |
| IFK Göteborg              | Suecia    | 2003      |
| Miramar Misiones          | Uruguay   | 2003-2004 |
| Everton                   | Chile     | 2004-2005 |
| Lierse SK                 | Bélgica   | 2005-2006 |
| Progreso                  | Uruguay   | 2007      |
| Belgrano de Córdoba       | Argentina | 2007-2008 |
| Central Español           | Uruguay   | 2009      |
| Deportivo Municipal       | Guatemala | 2009-2010 |
| Xelajú MC                 | Guatemala | 2010-2011 |
| Racing Club de Montevideo | Uruguay   | 2011-2012 |
| Miramar Misiones          | Uruguay   | 2013-     |

## Palmarés

### Campeonatos nacionales
| Título                     | Club          | País      | Año  |
| -------------------------- | ------------- | --------- | ---- |
| Liga Nacional de Guatemala | CSD Municipal | Guatemala | 2009 |